# Dena Segona del Riu
La Segona del Riu és una dena del municipi de Morella (els Ports, País Valencià). El 2009 tenia 100 habitants, 40 dels quals vivien al nucli de l'Hortal Nou, que fa les funcions de capçalera de la dena. Els restants 60 viuen disseminats als diversos massos.
Amb una superfície al voltant de 1.450 Ha, la Segona del Riu està situada al sud-est del terme de Morella. Els seus límits són: al nord, amb la dena de la Roca; al sud, amb les denes del Coll i Moll i la Vespa; a l'est, amb les denes del Coll i Moll i la Roca; a l'oest, amb la dena Primera del Riu.
Els massos són:
| - l'Hostal Nou (capital) - Caseta d'Aguilar - Mas d'Aguilar - Caseta d'Alcon - Mas de l'Almoina - Caseta de Beneito - Caseta Blanca - Caseta de Blasco - Mas del Bosc - Caseta de Brunyó - Mas de la Canaleta - Venta de la Carda - Mas de les Casetes | - Hostal d'en Nuella - Mas d'en Fornós - Mas d'Eroles - Caseta de Ferreres - Caseta de Gil - Mas de Gil - Mas de Guimerà - Caseta de Jovaní - Caseta de Manero - Caseta de Masoveret - Mas de Moreno - Molí Nou - Caseta Nova | - Mas de l'Ombria - Maset del Pas - Caseta de Paula - Caseta de Pere - Mas de la Perera - Caseta de Perot - Caseta de Portalet - Caseta de la Punta - Caseta del Pla - Caseta de la Querola - Caseta del Querolet - Caseta de Quiquet - Mas del Rel | - Caseta Rogeta - Caseta de Solí - Mas dels Tancats - Caseta del Tint - Caseta del Toll del Cirer - Mas de la Torre Batle - Caseta de l'Ombria - Maset del Vent - Caseta Venta del Sol - Caseta de Sant Vicent - Caseta de Vinyeta - Caseta de Zaporta - Caseta de Quatre Camins |